# Heute (périodique)
Heute est un périodique en allemand gratuit, créé en 2004 et distribué en Autriche.

## Distribution

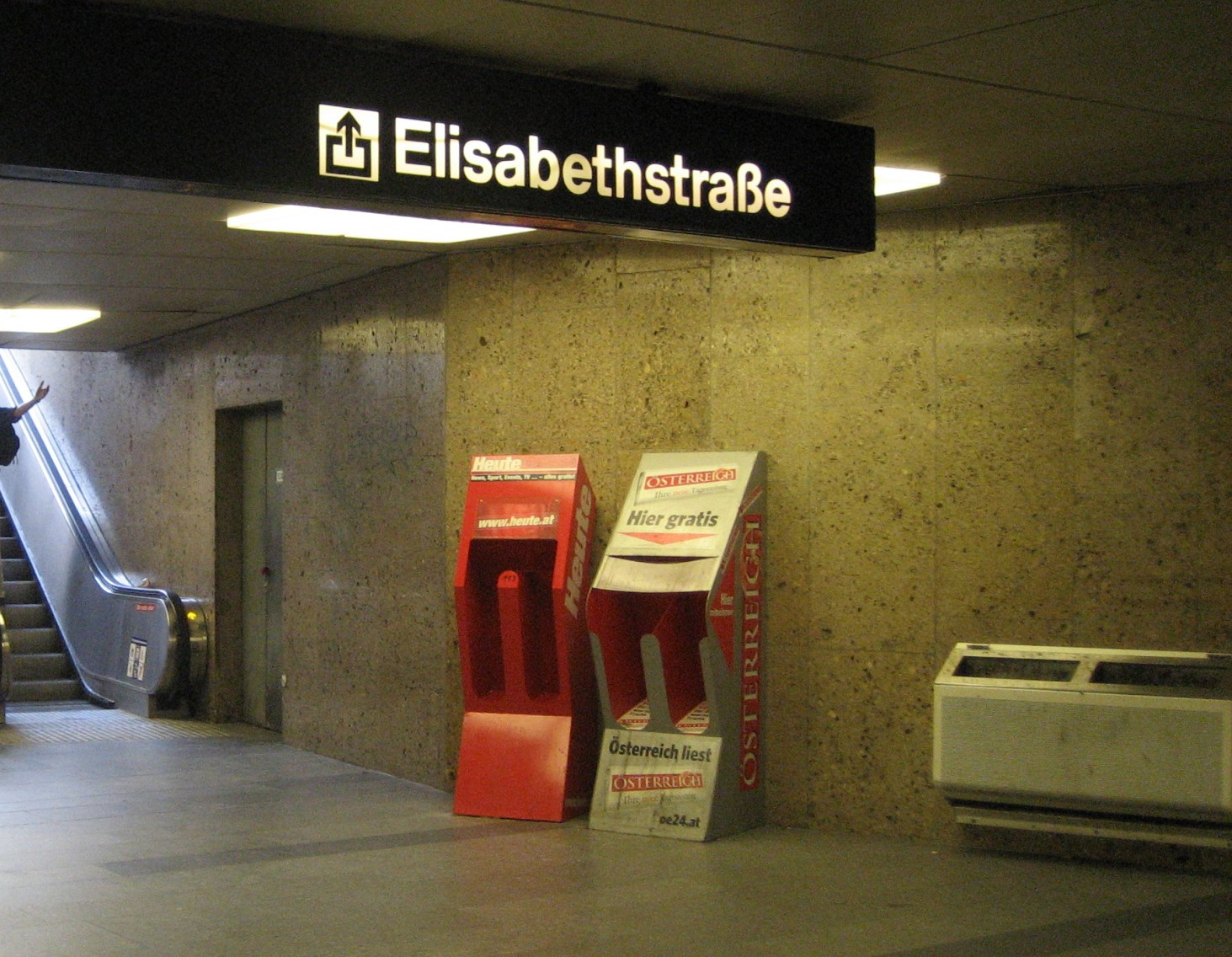
Boîtes de distribution pour les journaux gratuits Heute et Österreich dans la station Karlsplatz du métro de Vienne en 2008.

Les plus de 600 000 exemplaires gratuits sont distribués à Vienne, en Basse-Autriche, en Haute-Autriche et au Burgenland.
Depuis le 28 août 2006, Heute est également publié dans les villes de Haute-Autriche de Linz, Wels et Steyr. En Basse-Autriche, les boîtes de distribution de Heute sont installées dans toutes les grandes gares ferroviaires, dans les chefs-lieux de district ainsi que dans les lieux publics, les hôpitaux, les arrêts de bus, les centres commerciaux et les boulangeries. Depuis juin 2010, Heute est également publié dans le Burgenland.
C'est le plus grand quotidien gratuit d'Autriche. Il n'apparaît que du lundi au vendredi et a une portée de 8,8 pour cent. Cela fait de « Heute » le deuxième journal le plus lu en Autriche après le Kronen Zeitung. À Vienne, Heute atteint 342.000 lecteurs et 21,3 pour cent, ce qui en fait le numéro un. En termes de portée cross-média, Heute occupe également la deuxième place avec 15,5 %,. Dans le secteur en ligne, Heute a atteint la troisième place en Autriche avec 3 497 000 utilisateurs uniques et une portée de 49,4 % - troisième derrière orf.at et willhaben.
Éditeur est Eva Dichand, le rédacteur en chef est Clemens Oistric.